# Świetlino
Świetlino (pronunciación en polaco: /ɕfjɛˈtlinɔ/) es un pueblo situado en el municipio (gmina) de Łęczyce, en el distrito de Wejherowo, voivodato de Pomerania, Polonia. Según el censo de 2011, tiene una población de 236 habitantes.
Está ubicado a unos 5 kilómetros al este de Łęczyce, a 22 kilómetros al oeste de Wejherowo y a 53 kilómetros al noroeste de la capital regional, Gdańsk.